# Aeroporto Internacional General Pedro José Méndez
O Aeroporto Internacional General Pedro José Méndez ou Aeroporto Internacional de Ciudad Victoria, é um aeroporto internacional localizado a 18 km de Ciudad Victoria em Tamaulipas, México. É operado por Aeroportos e Serviços Auxiliares (ASA), uma corporação do governo mexicano, desde 1965.
O aeroporto conta com uma superfície de 388 ha e sua plataforma para a aviação comercial é de 1.62 ha; sua pista tem 2.2 km, apta para receber aviões de grande porte como o Boeing 737. Possui estacionamento próprio, com capacidade para 250 lugares. Ainda oferece o serviço de transporte terrestre.
Em 2018, Ciudad Victoria recebeu 59.696 passageiros, em 2019 esse número foi de 50.557 passageiros, segundo dados publicados por Aeroportos e Serviços Auxiliares (ASA).

## Linhas aéreas e Destinos
- Aeromar
  - Cidade do México / Aeroporto Internacional da Cidade do México
  - Matamoros / Aeroporto Internacional General Servando Canales
  - Reynosa / Aeroporto Internacional General Lucio Blanco

- GID Explorer
  - Nuevo Laredo / Aeroporto Internacional Quetzalcóatl

## Galeria

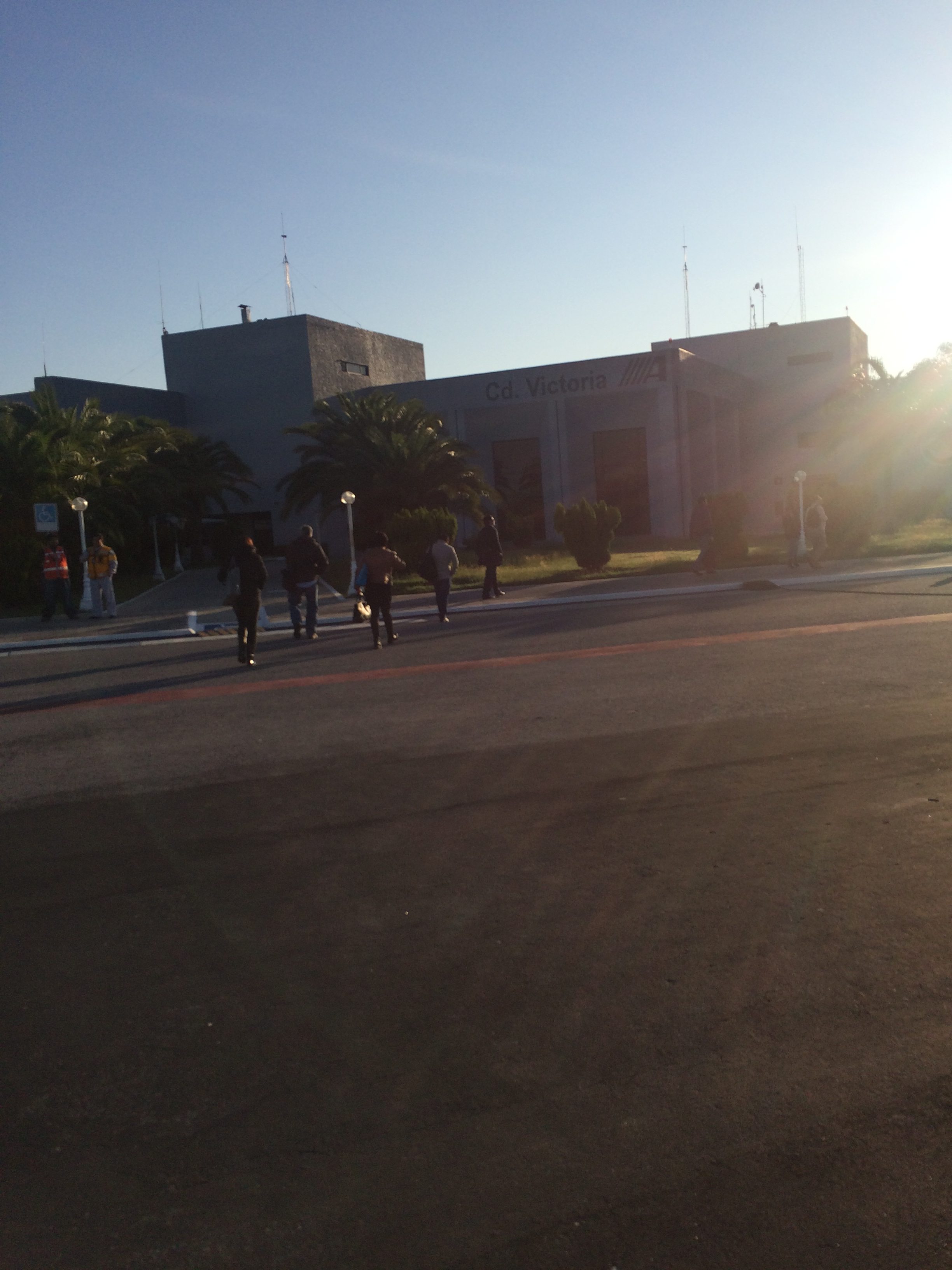
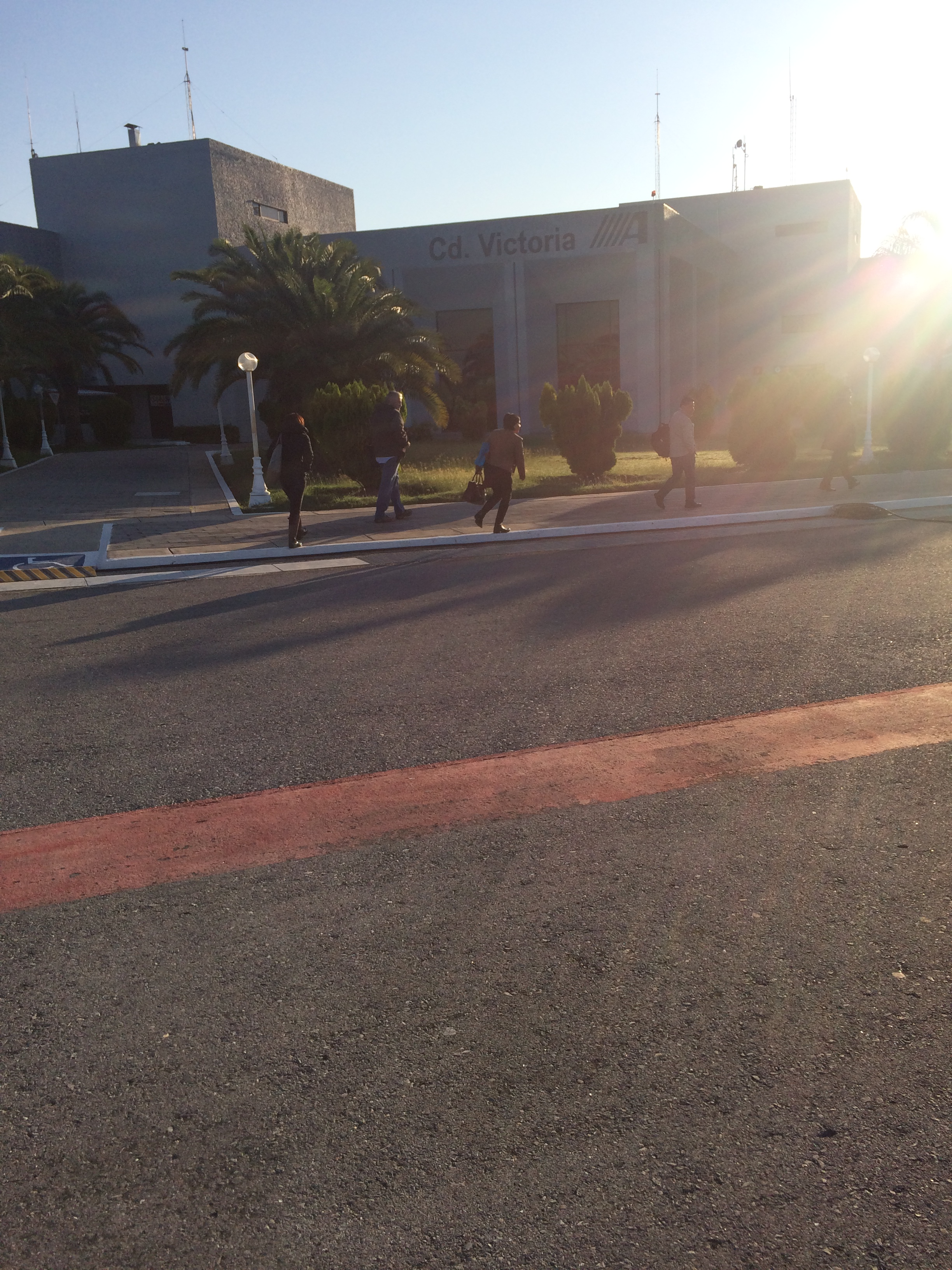
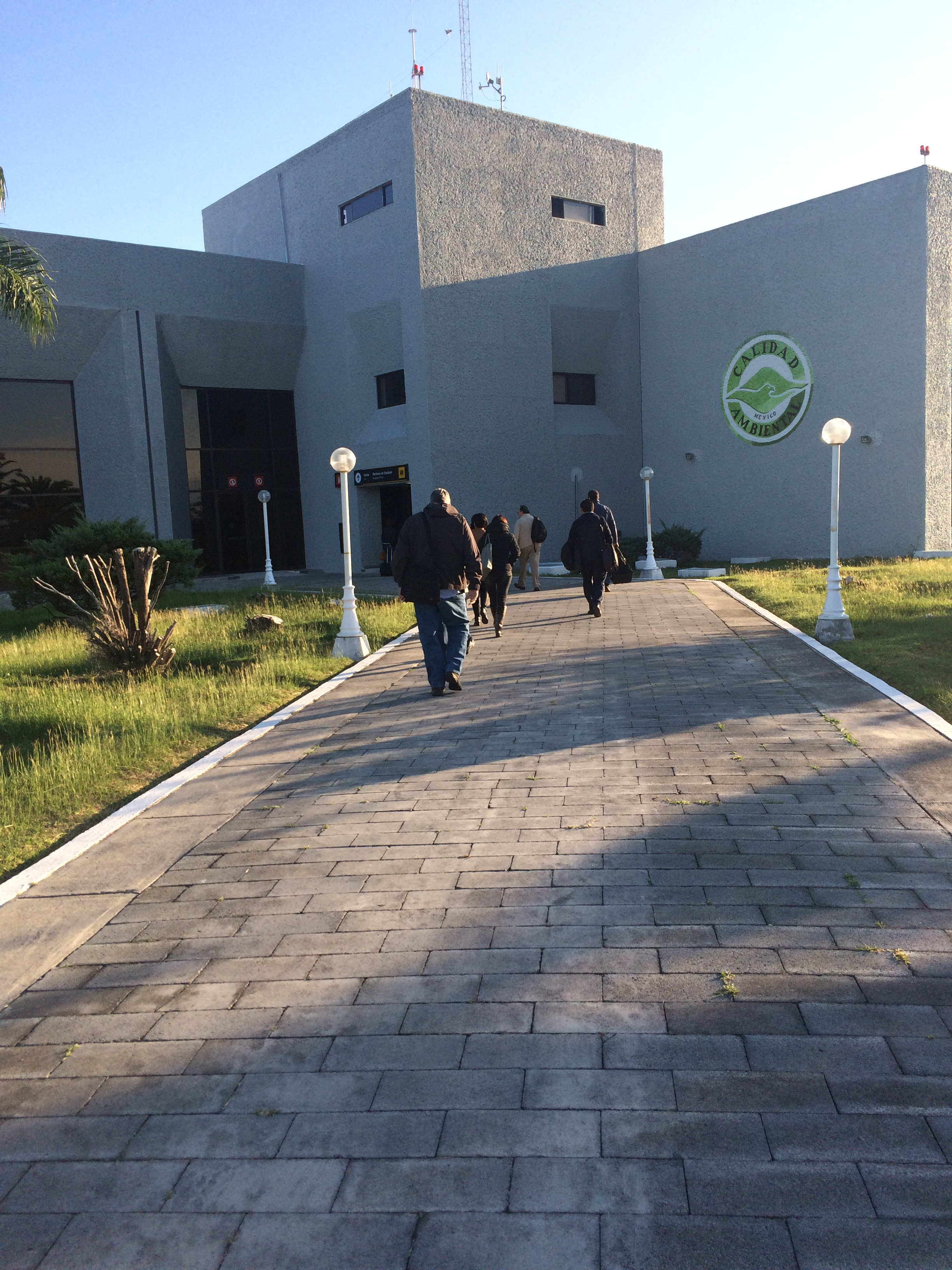
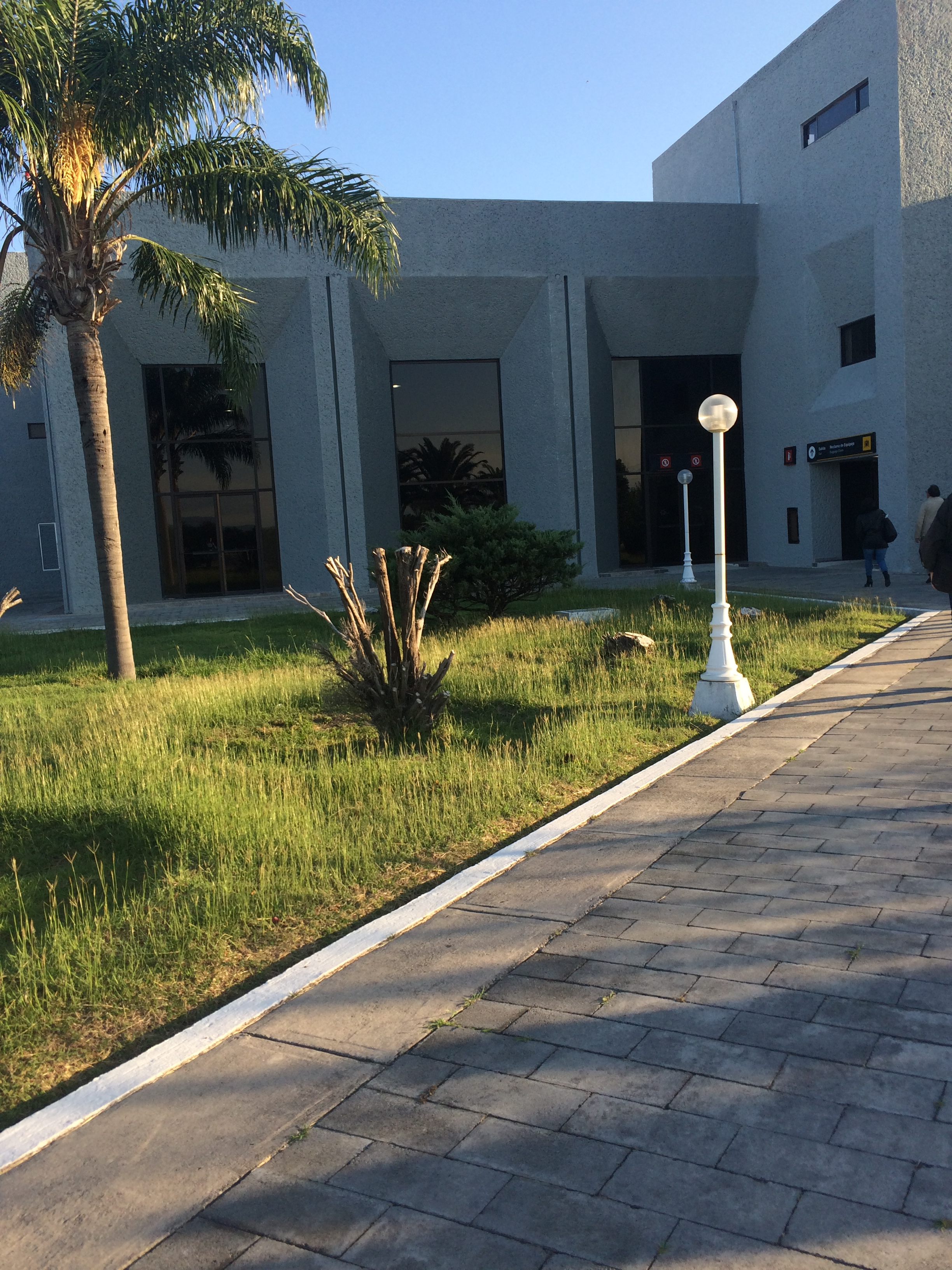
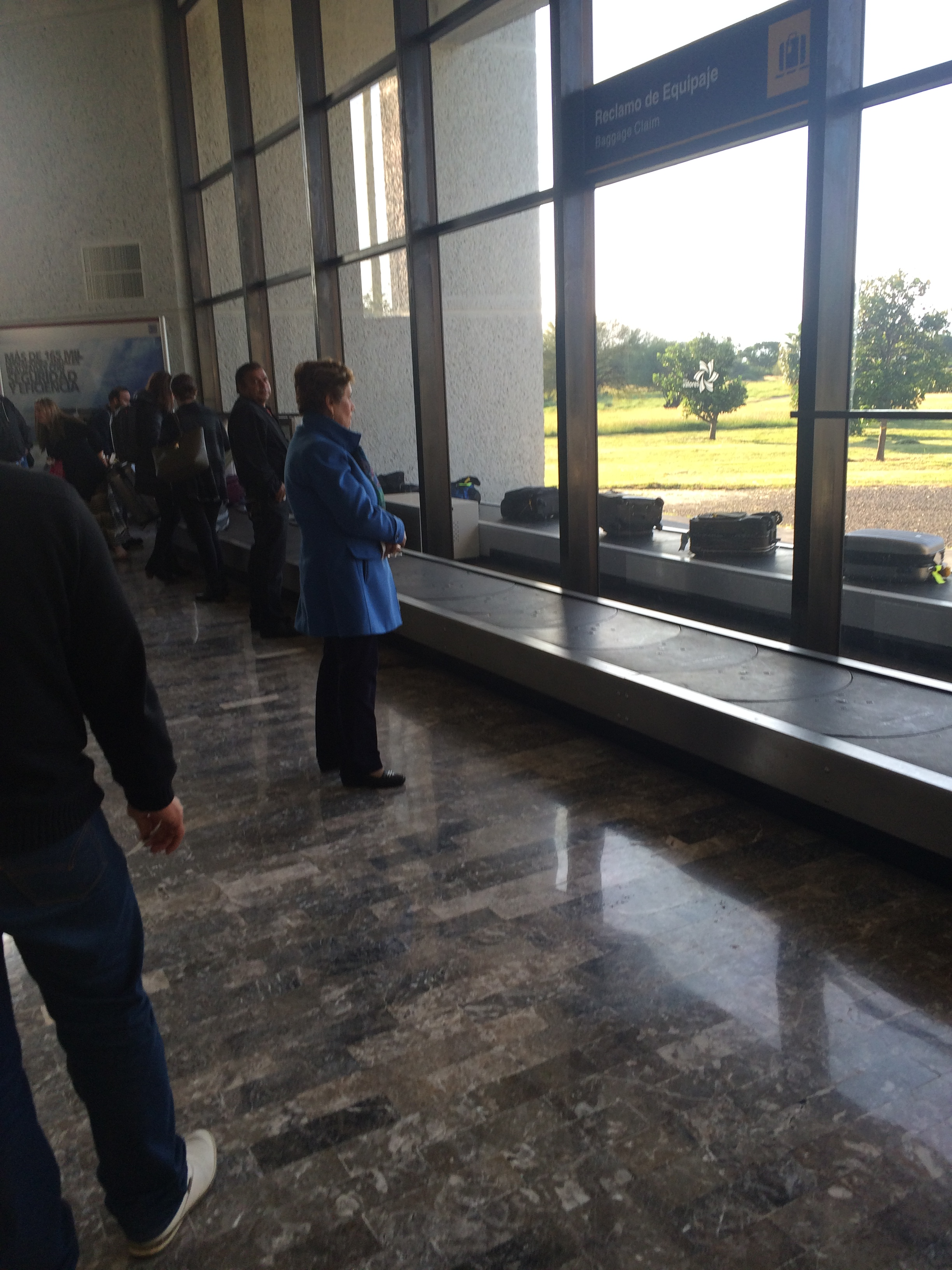
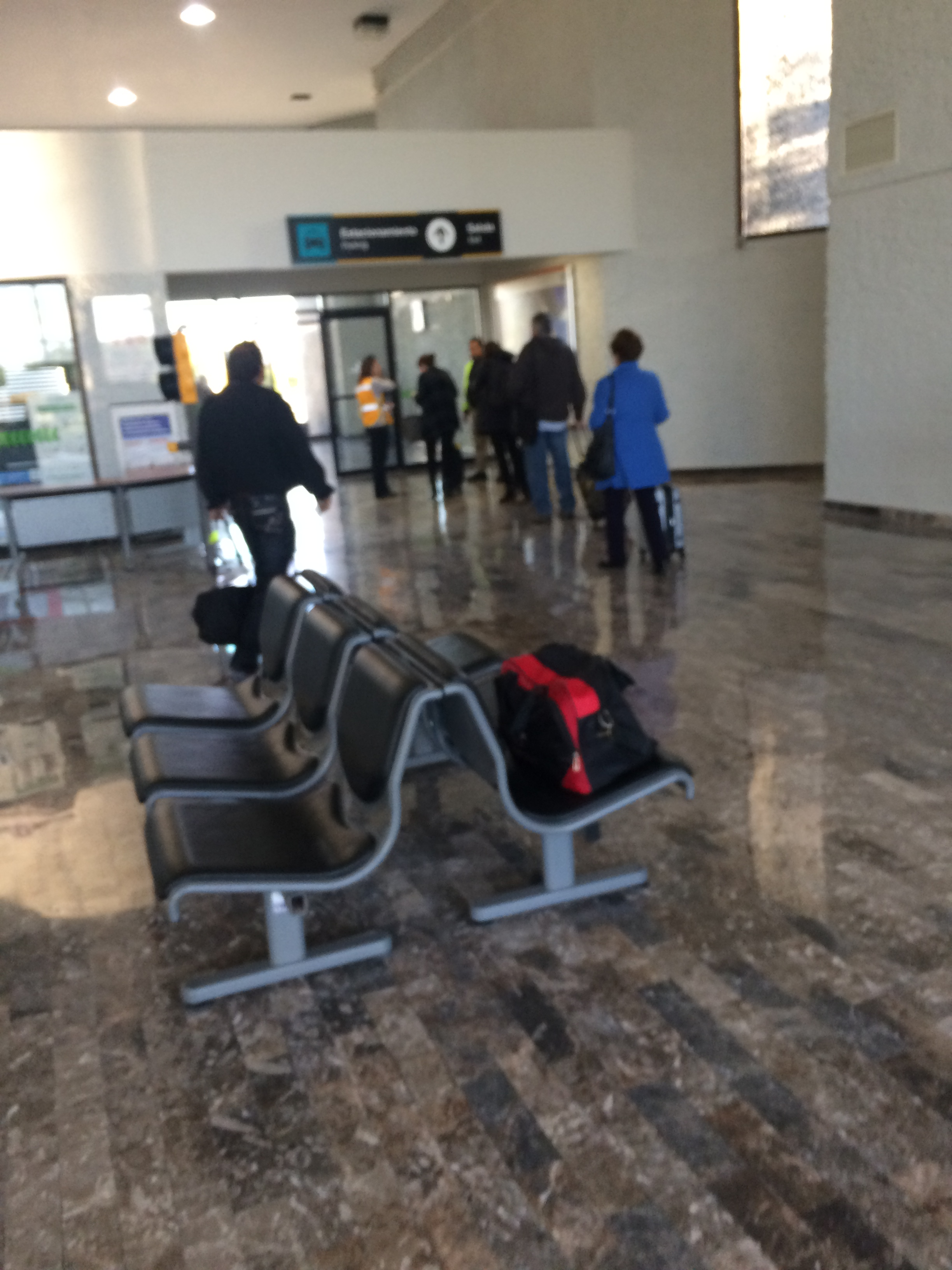
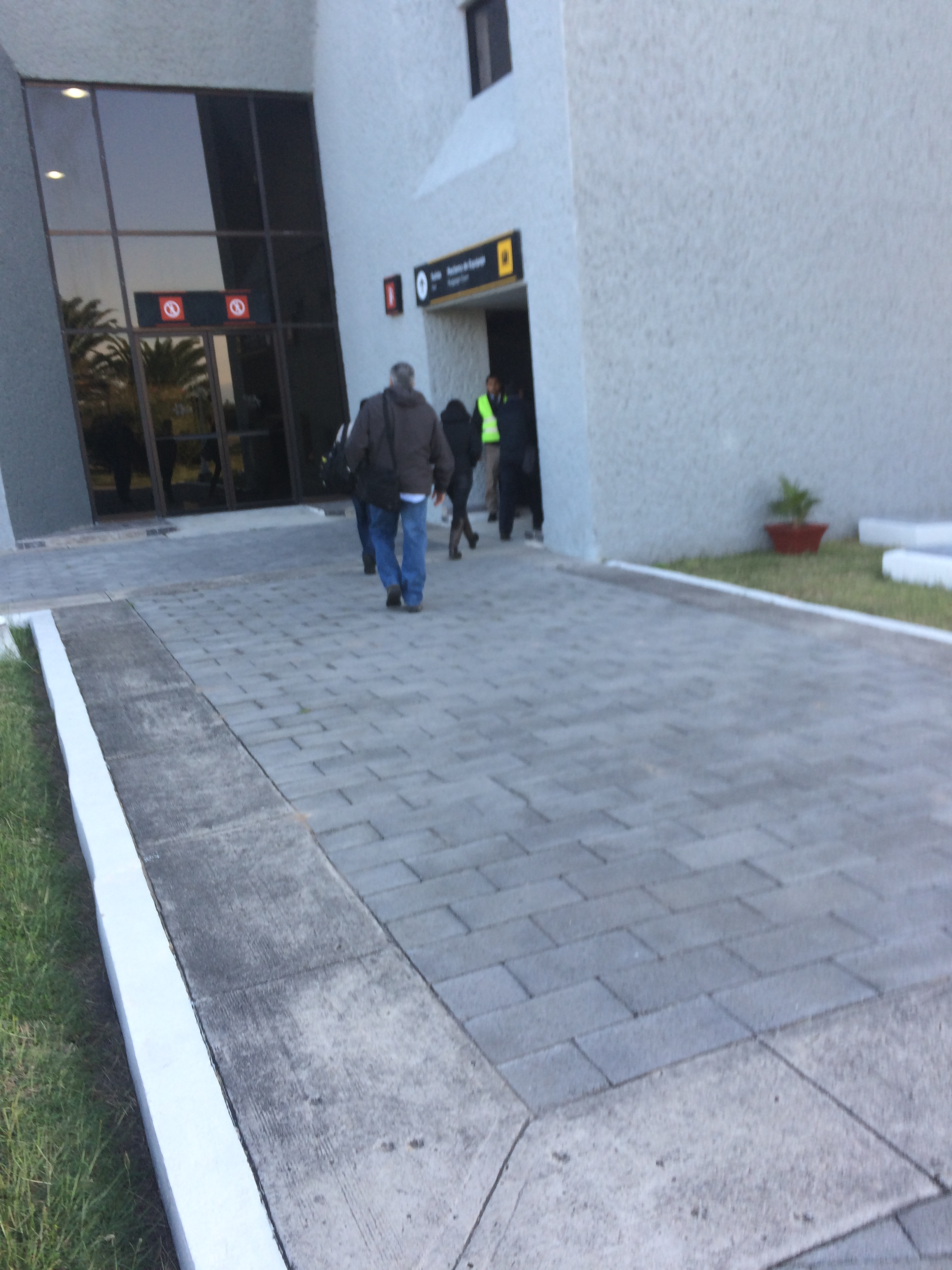